# Henri Louis d’Aloigny
Henri Louis d’Aloigny, Marquis de Rochefort (* 1626; † 22. Mai 1676 in Nancy), genannt Maréchal de Rochefort  war ein französischer Aristokrat und Militär; er war Marschall von Frankreich sowie Gouverneur von Lothringen und Barrois, von Metz, Toul, Verdun und des Pays messin.
Er war Marquis de Rochefort et du Blanc, Baron de Cors et de Craon, dadurch Premier Baron des Anjou, Seigneur de Roches, d’Aileron, de Rollenier, de Preignier, de la Forest, etc.

## Leben
Henri Louis d’Aloigny war der Sohn von Louis d’Aloigny († 1657), Marquis du Blanc etc., Ritter im Orden vom Heiligen Geist, und Marie Habert de Montmor († 1657).
Seit seiner Jugend stand er unter dem Befehl des Prinzen von Condé, der ihn zum Kapitän seiner Gardekompanie machte. Mit ihm kämpfte er im Französisch-Spanischen Krieg 1643 in der Schlacht bei Rocroi (19. Mai), der Belagerung und Eroberung von Thionville (10. August), den Schlachten von Freiburg (3. und 5. August 1644), der Eroberung von Speyer (29. August), Philippsburg (9. September), Mainz (17. September), in der Schlacht bei Alerheim (3. August), 1646 bei den Belagerungen von Kortrijk, das sich am 28. Juni ergab, Mardick, das am 24. August kapitulierte, Veurne, das am 7. September erobert wurde, und Dünkirchen, das am 7. Oktober erobert wurde.
1647 nahm er an der Belagerung von Lerida teil, die am 17. Juni aufgehoben wurde. 1648 kämpfte er in der Schlacht bei Lens (20. August).
Nach dem Rückzug Condés und dem Zusammenschluss mit den Spaniern nahm er am 30. Oktober 1652 an der Eroberung von Rethel teil, der Eroberung von Sainte-Menehould am  14. November, von Rocroi am 30. September 1653, an der Niederlage des Erzherzogs Leopold Wilhelm von Österreich bei Arras (25. August 1654), der Niederlage des Marschalls La Ferté in der Schlacht bei Valenciennes (16. Juli 1656), an der Eroberung Condés durch die Spanier am 18. August, und an der Schlacht in den Dünen am 14. Juni 1658.
Nach dem Pyrenäenfrieden kämpfte er im Türkenkrieg von 1663/1664 in Deutschland und Ungarn unter Coligny und La Feuillade. Er ging unter dem Kommando Colignys nach Ungarn und kämpfte in der Schlacht bei Mogersdorf (1. August 1664), in der er im Gesicht verwundet wurde. Nach seiner Rückkehr machte ihn der König am 13. Dezember 1665 zum Capitaine-Lieutenant des Gendarmes de Monsieur le Dauphin und am gleichen Tag zum Brigadier de la Gendarmerie.
Im Devolutionskrieg diente er 1667 als Brigadier bei der Eroberung von Charleroi (2. Juni), Bergues (6. Juni), Veurne (12. Juni) und Ath (18. Juni). Am 14. Oktober 1667 wurde er zum Gouverneur von Ath ernannt, am 1. Januar 1668 zum Maréchal de camp; in diesem Jahr diente er in der Flandernarmee unter dem Vicomte de Turenne, bis der Friede von Aachen den Feldzug am 2. Mai beendete. Am 29. Mai 1668 erhielt er für seine Leistungen vom König eine Pension von 2000 Écu. Im Folgenden wurde er dem Comte de Duras an der Grenze Lothringens unterstellt, dann der Flandernarmee Turennes zugeordnet.
Ab 5. Januar 1669 war er an der lothringischen Grenze dem Marschall Créquy unterstellt. Am 10. März erhielt er das Kommando über die 3. Compagnie française des gardes du corps du Roi, das durch die Demission des Duc d’Aumont vakant geworden war, und gab das Kommando über die Compagnie des gendarmes-dauphins auf.
Im Holländischen Krieg wurde er am 15. April 1672 zum Lieutenant-général befördert. Er nahm an der Belagerung und Eroberung von Orsoy (3. Juni), Rheinberg (6. Juni) und am Rheinübergang (12. Juni) teil, an der Besetzung von Naarden, Amersfoort etc., den Eroberungen von Utrecht (20. Juni) und Doesburg (21. Juni), scheiterte aber mit seinem Versuch, die Schleusen von Amsterdam zu besetzen.
Am 3. August 1672 wurde er zum Kommandeur in Lothringen für den kommenden Winter bestimmt. Am 3. April 1673 wurde er zum Lieutenant-général der Flandernarmee ernannt. Er nahm an der Belagerung von Maastricht teil, das am 29. Juni eingenommen wurde. Am 11. Dezember wurde ihm die Aufgabe als Befehlshaber in Lothringen, im Barrois, den Trois-Évêchés und den Grenzen an der Saar einschließlich Triers übertragen.
Am 7. Juni 1674 wurde er der Flandernarmee unter dem Fürsten Condé zugeteilt, am 11. August 1674 kämpfte er in der Schlacht bei Seneffe, am 27. Februar 1675 wurde er zum Gouverneur von Lothringen und des Barrois sowie der Zitadellen von Metz, Toul und Verdun ernannt, was er bis zum 9. Mai blieb, um nun zur Armee des Marschalls Créquy zu stoßen. Er war Oberbefehlshaber bei der Belagerung von Huy, das er am 1. Juni umschloss und wenig später eroberte, und der Belagerung von Limbourg, dessen Einkreisung am 13. Juni vollständig war, und das der Graf von Nassau am 21. Juni übergab. Am 29. Juli 1675 wurde er zum Lieutenant-général in der Deutschlandarmee ernannt, am 30. Juli 1675 zum Marschall von Frankreich. Am 25. Oktober kehrte er auf sein Kommando in Lothringen zurück, wo er den Winter verbrachte.
Am 10. März 1676 zum Kommandeur eines Armeekorps an der Maas und der Mosel ernannt, konnte er diese Aufgabe aber nicht lange ausführen, da er bereits am 22. Mai 1676 in Nancy starb. Er wurde bei den Ursulinen im Faubourg Saint-Jacques in Paris bestattet.

## Ehe und Familie
Henri Louis d’Aloigny heiratete per Ehevertrag vom 29. April 1662 Madeleine de Laval de Bois-Dauphin († 1. April 1729 in Paris, 83 Jahre alt), Tochter von Gilles Guy de Laval-Bois-Dauphin, Marquis de Laval et de Sablé, und Marie Séguier, einer Tochter des Kanzlers Pierre Séguier. Ihre Kinder waren:
- Louis Pierre Armand d’Aloigny (* April 1670[7]; † 21. Juli 1701, 31 Jahre alt), Marquis de Rochefort, Baron de Craon, Premier Baron d’Anjou, Brigadier des Armée du Roi
- Marie Henriette d’Aloigny de Rochefort (* um 1663/64; † 18. Oktober 1736[8]), Comtesse de Gien, Vicomtesse de Meaux, Baronne de Villemor et Saint-Liébault; ⚭ (1) (14. September 1676 mit Dispens wegen Blutsverwandtschaft) Louis Fauste de Brichanteau, Marquis de Nangis (* 1658; X 1690 in Deutschland), ihren Vetter als Sohn von Claude-Alphonse de Brichanteau und Anne-Angélique d’Aloigny de Rochefort – die Eltern des Marschalls Louis Armand de Brichanteau; ⚭ (2) (Ehevertrag vom 3. Mai 1691) Charles de La Rochefoucauld de Roye, Comte de Blanzac (* 1665; † 4. September 1732), Sohn von Frédéric Charles de La Rochefoucauld, Comte de Roye et de Roucy, und ELizsabeth de Durfort de Duras (Haus La Rochefoucauld)